# オード県
オード県(オードけん、Aude)は、フランスのオクシタニー地域圏の県である。名称はオード川にちなむ。

## 地理

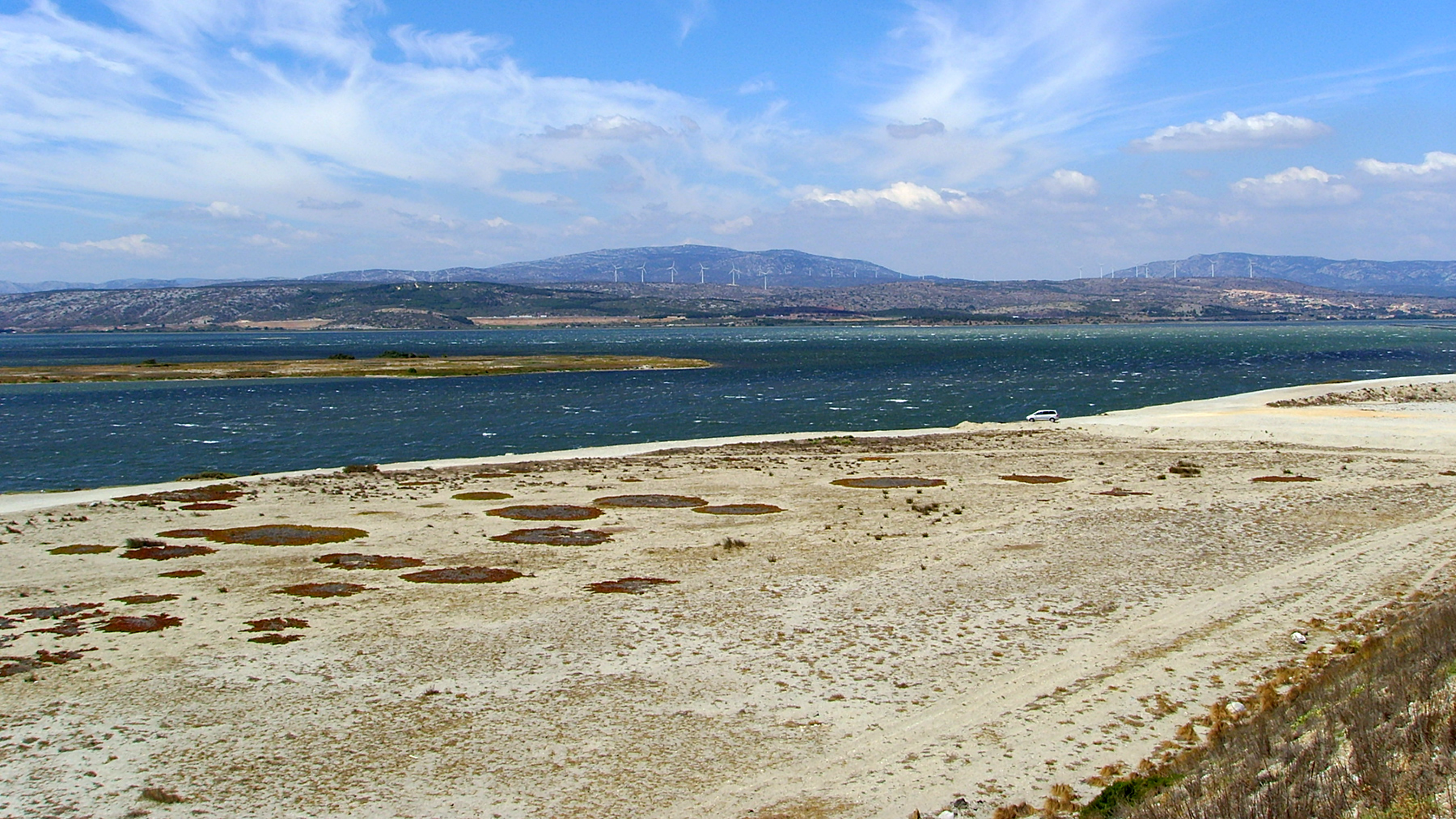
ルカートの潟

ピレネーゾリアンタル県、アリエージュ県、オート＝ガロンヌ県、タルヌ県、エロー県と接し、47kmあまりの海岸線でリオン湾に面する。ピレネー山脈を含む県であり、標高の最高地点はマドレス山の2469mである。
オード県の自然区分上の地方はどれも特定の風景を持つ。東部沿岸の潟と湖は、陸と海の間の沿岸バリアを形成している。これらはオード川、オルブ川、エロー川の堆積物で形成される。ここの風景は多くの汽水湖からなる。野生動物が限定的になるのは、海、日光、乾燥、洪水の影響を受けやすいからである。ここでは海水でも育つ植物が残り、フラミンゴやセイタカシギのような鳥類が目立つ。
さらに西の内陸では、マキやガリグといった低木林がオードやコルビエール地方の風景を支配する。この風景は森林破壊の結果であり、家畜を飼うことで維持されている。植物相は多様でかつ典型的である。ここには多くのランの種類が含まれている。ソー地方はブナやモミの林で占められている。こうした森林はキノコで知られ、豊かな動植物を維持している。
北から西のモンターニュ・ノワール地方は、カシやブナの森林に覆われている。ローラゲ地方は穀物生産の行われる畑地が丘を覆う風景が見られる。ギャンギーズ湖のような水辺もある。ラゼス地方にあるオード川谷上流は、ブナ、ハンノキで構成される河畔林である。南フランスでは珍しい、数箇所の湿原がある。

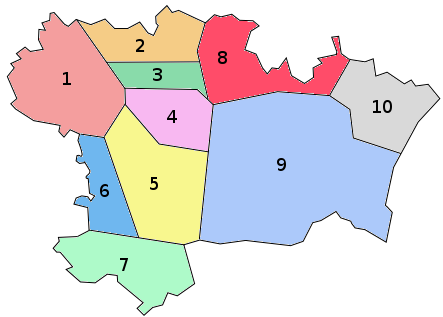
オード県の自然区分上の地方

1. ローラゲ
2. モンターニュ・ノワール
3. カバルデス
4. カルカセス
5. ラゼス
6. ケルコブ
7. ペイ・ド・ソー
8. ミネルヴォワ
9. コルビエール
10. ナルボネ

### 気候

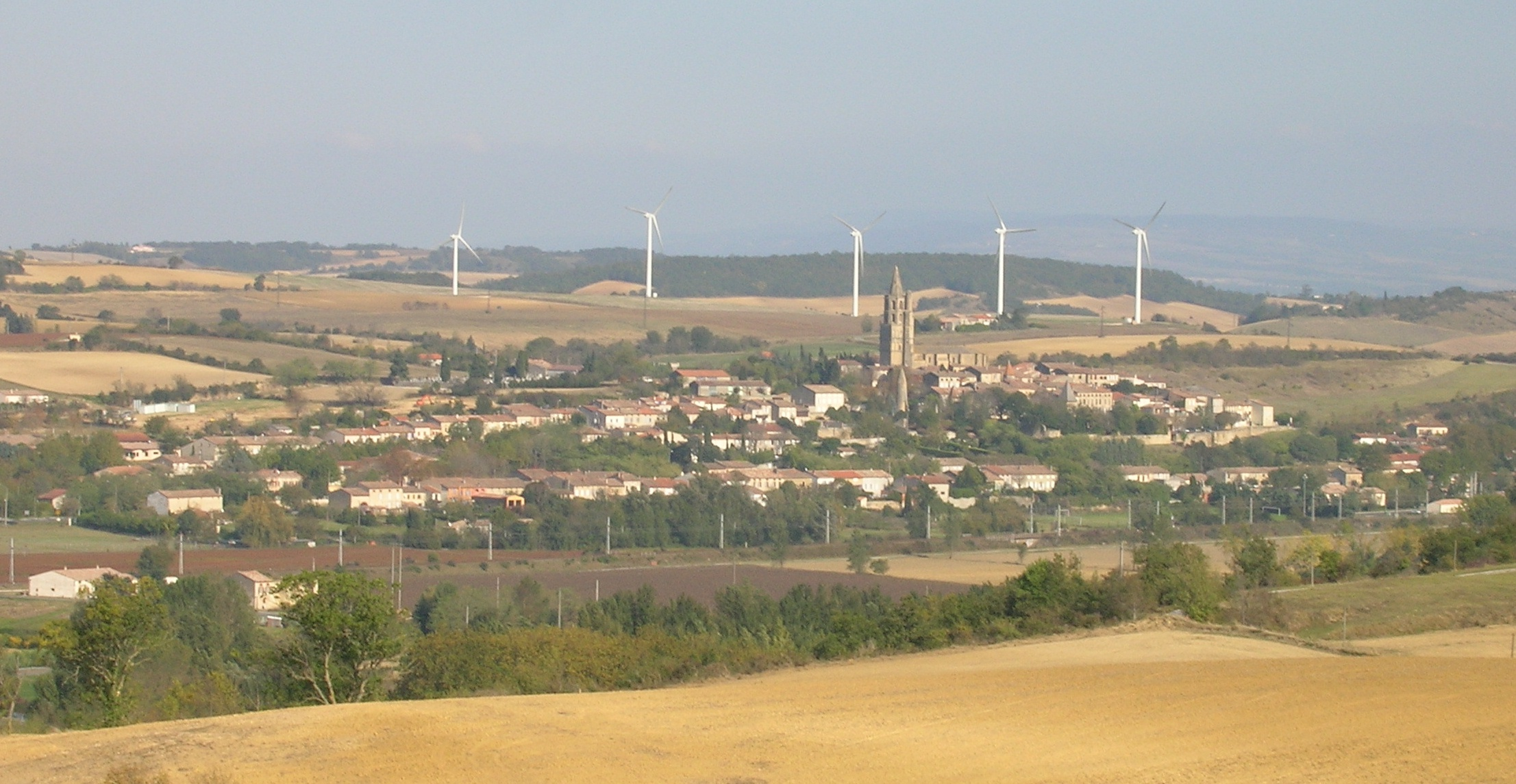
風力発電

オードの気候は地中海性気候が支配的である。秋は激しく風速の速い嵐が特徴である。夏は常に暑く乾燥し、ワイン用ブドウとオリーブの栽培に適している。
しかし県の気候は入り混じっている。北のモンターニュ・ノワール、南のソーは、冬になると時々低温になる山岳気候である。東部が純粋に地中海性気候なのに対し、西部はより降雨量が増える。中央部、リムーやカルカソンヌ、ラゼス地方の気候は、風が重要な仲介者となる。
風はオード県にしばしば存在する。オードは国内で最も風の強い県であり、風の吹く日は年間300日から350日ある。これは主に北部と南部の地形が風の通り道になる回廊になっているからである。北西からの風はカタルーニャではトラモンタナ、プロヴァンスではミストラルという。これは内陸からの風で、乾燥し、冬は激しく寒い。東からのスフル・ド・マラン（船乗りの呼吸、という意味）は、カステルノーダリを越えてトゥールーザン地方まで吹く。これは海から吹きつける高温多湿の風である。こうした定期的に吹く風のおかげで、アヴィニョネ＝ローラゲのように、風力発電所の設置ができている。

## 歴史
フランス革命中の1790年3月4日、かつてのラングドック州から分離して県となった。
ローラゲ地方の穀物が難局に直面している頃、オードは強力なワイン生産を経験した。しかし県は、ワインの過剰生産と販売不振の影響を受けた。1907年、マルスラン・アルベールとナルボンヌ市長エルネスト・フェルール指揮のもと、ワイン危機はワイン生産者の反乱に変わった。この結果、1909年以降オード県で協同組合結成が相次いだ。

## 行政区画
オード県は3つの郡に分けられる。

## 人口統計
オード県民はオドワ（Audois）という。1990年の国勢調査では、1960年代からオード県は年間約700人の人口増加をしていることがわかった。この伸びは、60歳以上の年金受給者たちが出身地域圏に戻ってきていること、地中海盆地諸国からの移民の流入で説明がつく。
最新の調査では、オード県人口は国内人口の0.5%、地域圏人口の14.1%である。県は本質的に農村県であり、人口密度は48人/km2と、全国平均の約半分である。中規模都市であるカルカソンヌとナルボンヌは県の二大都市であり、県人口の1/3が集まる。
1975年以降の人口統計は以下のようになっている。
| 1975    | 1982    | 1990    | 1999    | 2006    |
| 272,000 | 281,000 | 299,000 | 310,000 | 341,022 |

## 経済

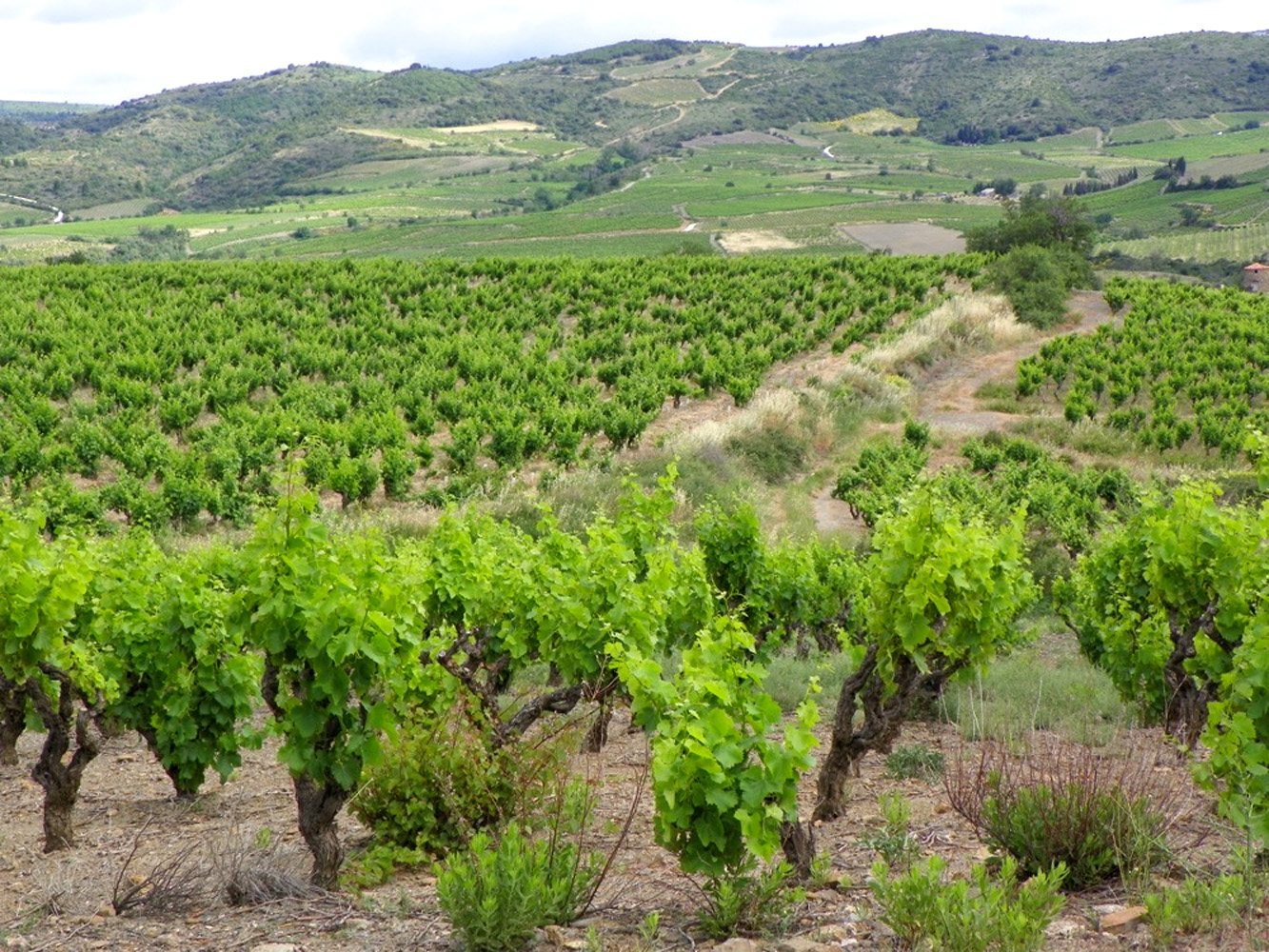
コルビエールのブドウ畑

オード県は農業県である。主体はワイン生産で、東部のコルビエールAOC、クラプ、中央部のミネルヴォワ、コート・ド・マルペイル、南部のブランケット・ド・リムーである。穀物生産はモンターニュ・ノワールで主に行われるが、ヒツジの飼育も行われている。また、近年はオリーブオイル生産用のオリーブ栽培が増加している。
ポール＝ラ＝ヌーヴェルは県第1の漁港で、次いでグリュイサン港も同様である。1996年当時、オード県全体で127隻のうちポール＝ラ＝ヌーヴェル75隻、グリュイサン52隻であった。
小さな船の85%が、トー湖で行われているように、湖での漁業用である。

## ギャラリー

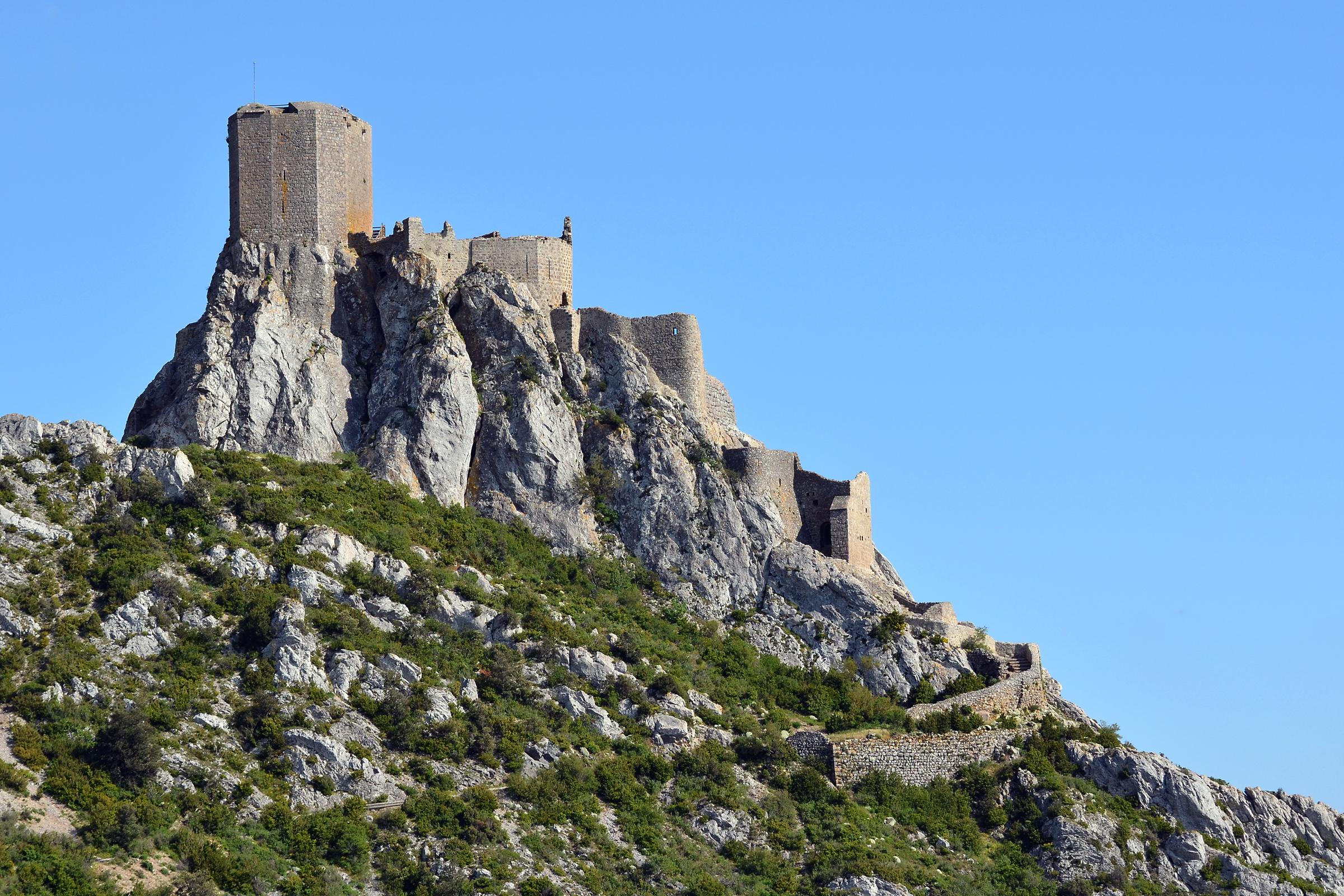
カタリ派が篭城したケリビュス城
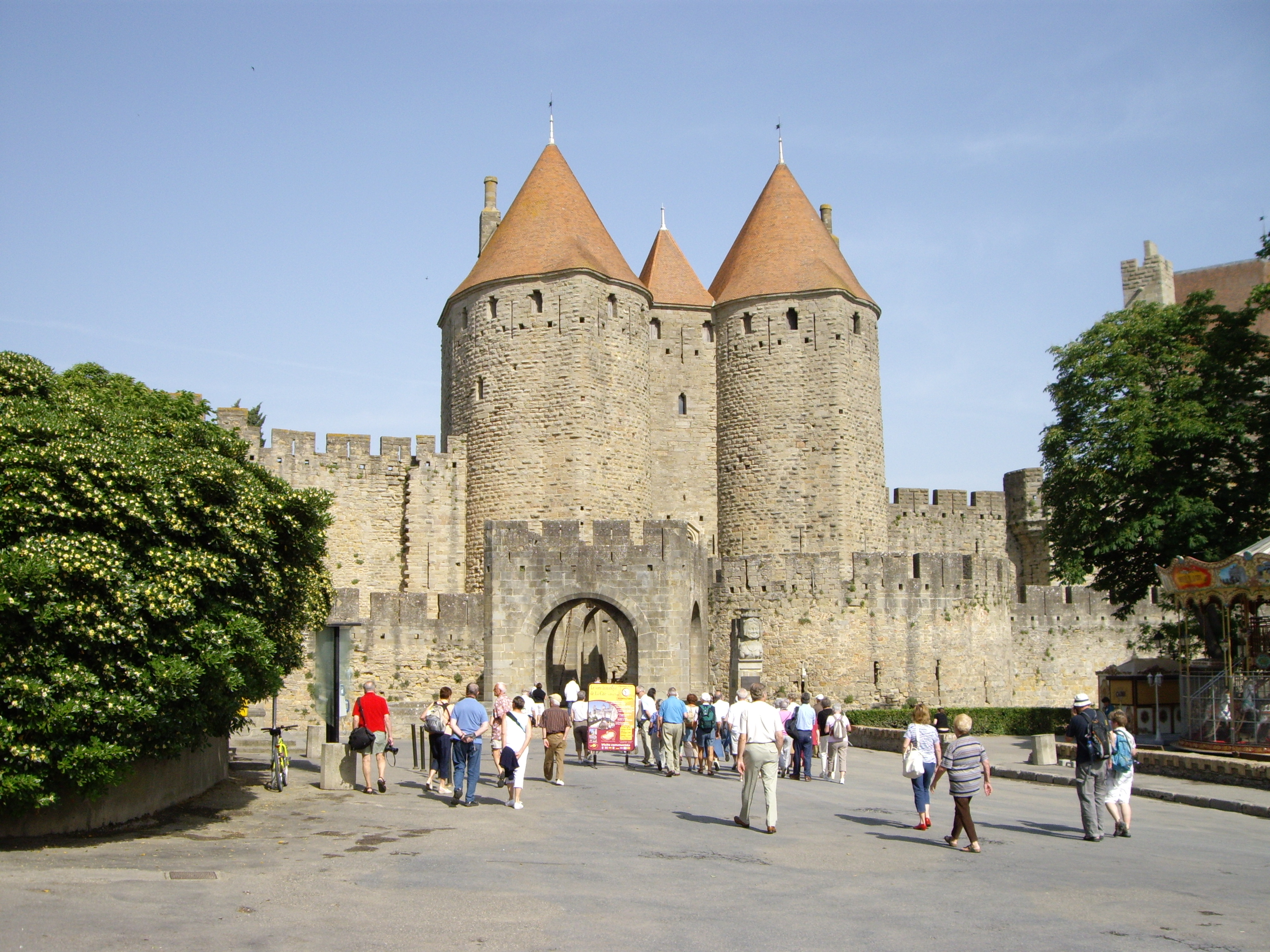
シテ・ド・カルカソンヌ
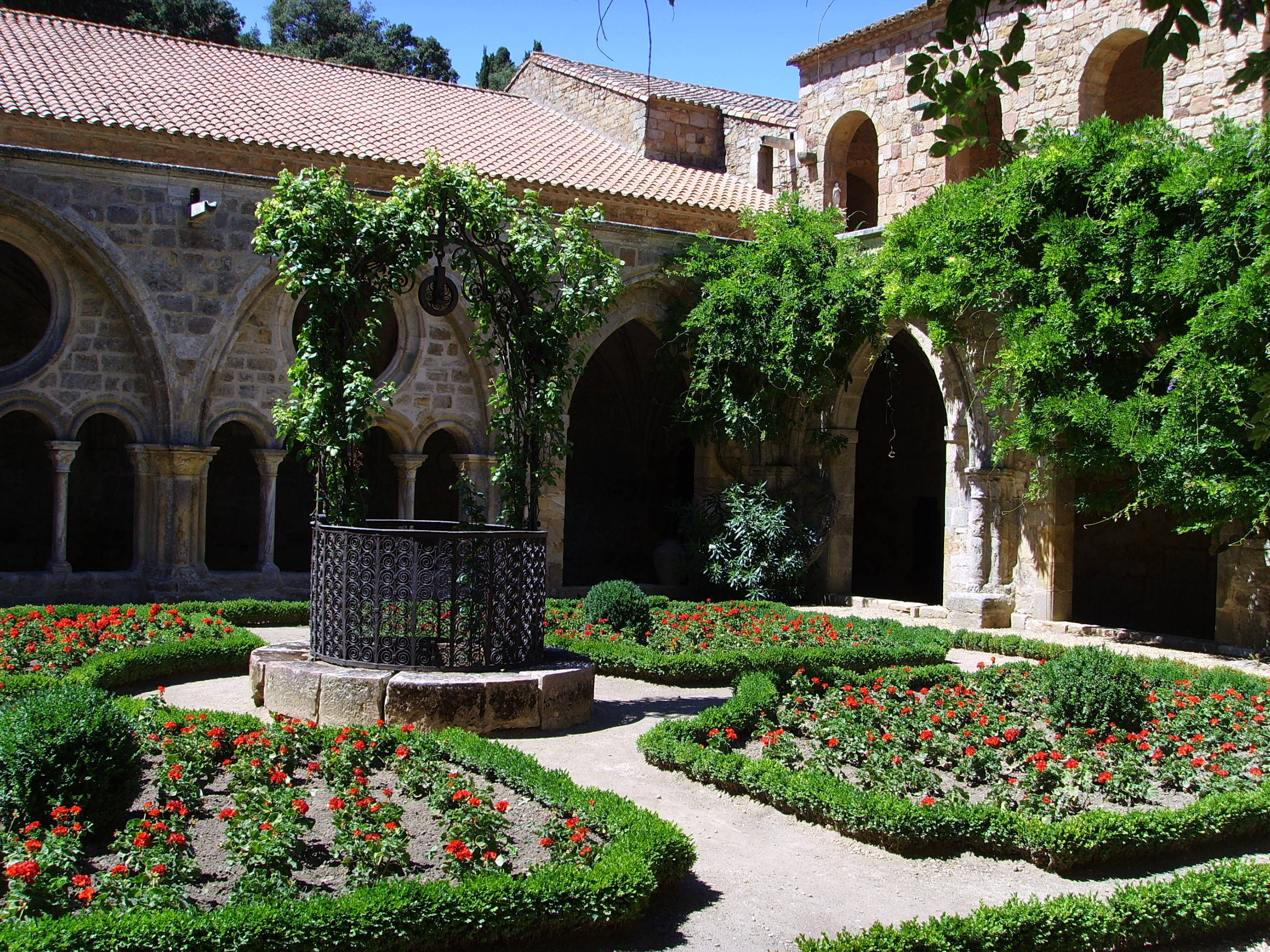
フォンフロワド修道院
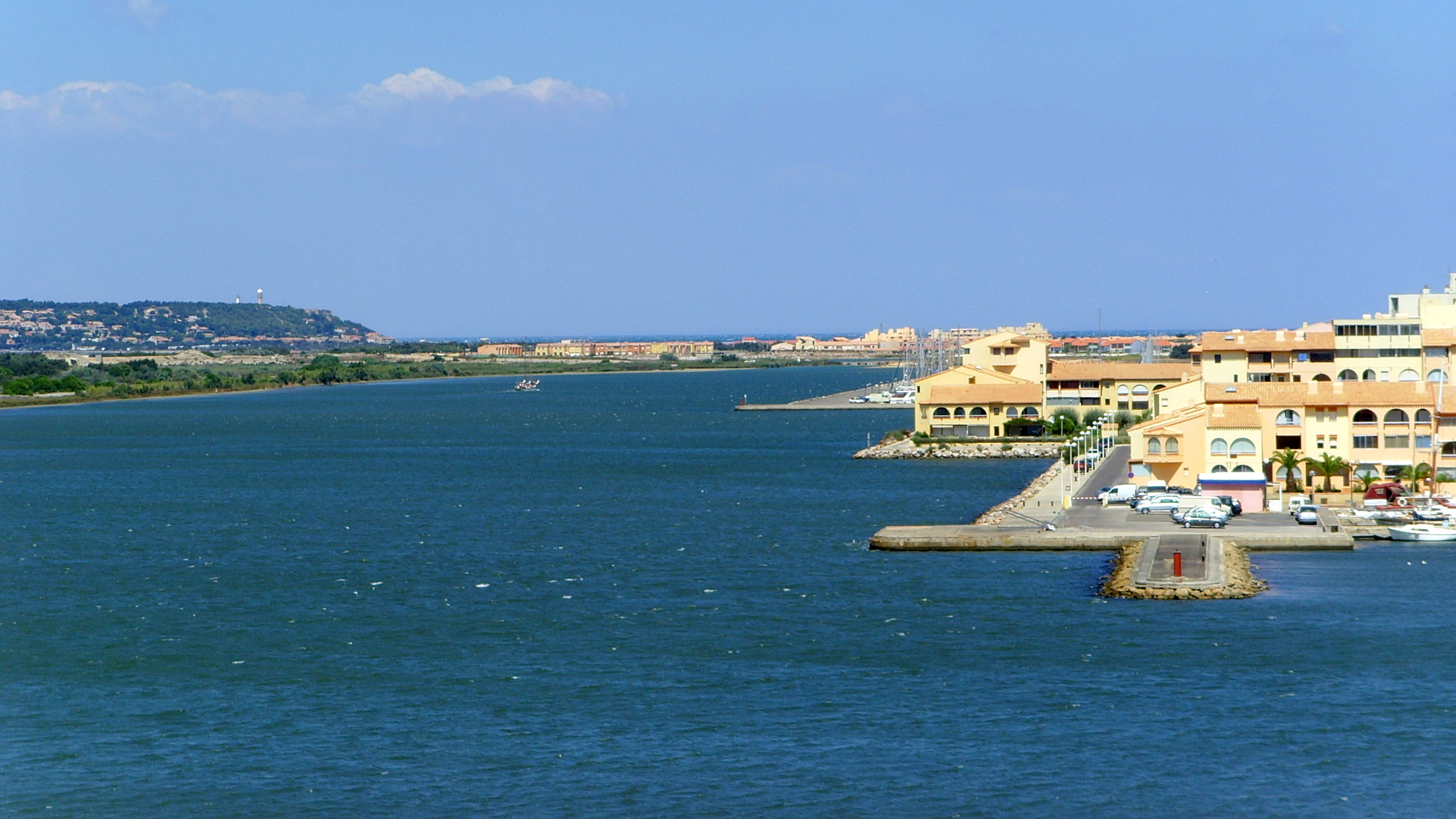
ルカート港
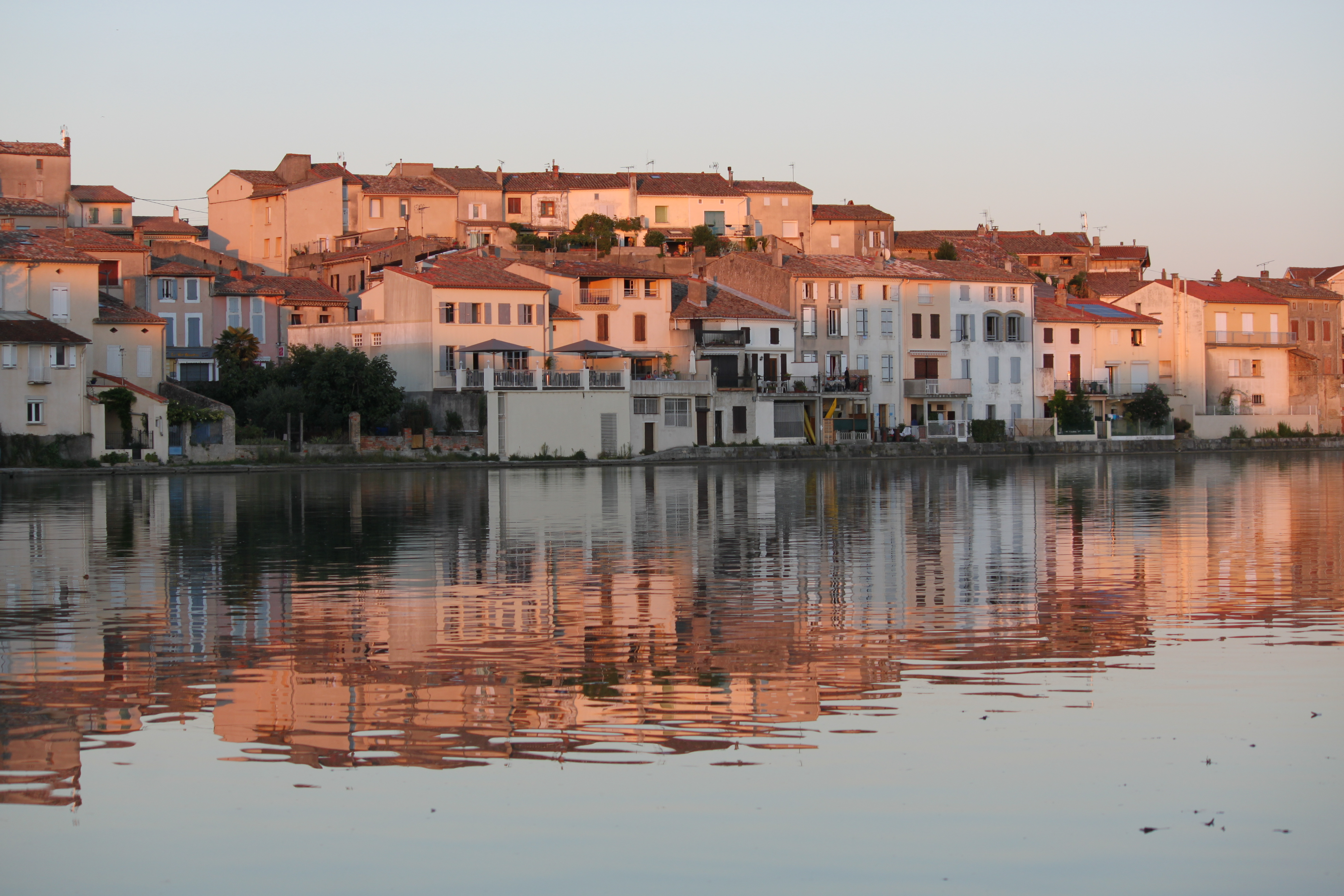
カステルノーダリとミディ運河